# チャンピオンズマイル
チャンピオンズマイル（冠軍一哩賽、Champions Mile）とは香港にある沙田競馬場の芝1600mで行われる競馬の競走（平地競走）である。

## 概要
- 2001年 香港域内G1として創設。
- 2003年 エレクトリックユニコーンが7歳で最高齢優勝を記録した。
- 2005年
  - 国際競走（国際グレードなし）となり、シリーズ戦・アジアマイルチャレンジに組まれる（2011年を最後に休止）。
  - ブリッシュラックが優勝し、無敗で17連勝中だったサイレントウィットネスに初めて土を付けた。
- 2006年ブリッシュラックが史上初の連覇を達成し最高齢優勝記録タイを樹立。
- 2007年 国際G1に格付け。これによりアジアマイルチャレンジのシリーズ全競走が国際G1となった。
- 2008年グッドババが同レースを優勝したため、香港のマイルG1を完全制覇を達成した。
- 2008年〜2010年 ブリーダーズカップ・チャレンジに登録され優勝馬にはブリーダーズカップ・マイルの優先出走権が与えられる。アメリカ国外で開催されるレースとして初めて新ブリーダーズカップ・チャレンジの一環となる。
- 2010年 エイブルワンが2頭目となる2回目の優勝。8歳で優勝し最高齢優勝記録を樹立した。
- 2012年 エクステンションが2頭目の連覇と3頭目となる2回目の優勝。
- 2013年 ダンエクセルが新レコードとなる1分33秒42を記録。ジョン・ムーア調教師が異なる馬で4連覇を達成した。
- 2014年 南アフリカのバラエティクラブが海外調教馬で初優勝を飾った。
- 2015年 チャンピオンズマイル開催史上最少頭数6(頭)で開催。海外調教馬の参加が国際競走認定後初めてのゼロになった。
- 2016年 モーリスが日本馬として初の優勝。海外競走馬で初となる香港の国際マイルG1を完全制覇した。
- 2023年 ゴールデンシックスティが史上初の3連覇を達成。

## 歴代優勝馬
| 回数   | 施行日        | 調教国・優勝馬                | 日本語読み                   | 性齢 | タイム  | 優勝騎手       | 管理調教師   |
| ------ | ------------- | ----------------------------- | ---------------------------- | ---- | ------- | -------------- | ------------ |
| 第1回  | 2001年5月20日 | 紅辣椒 (Red Pepper)           | レッドペッパー               | 騸4  | 1:37.5  | E.ルグリ       | P.カン       |
| 第2回  | 2002年4月21日 | 正蝦王 (Jeune King Prawn)     | ジューンキングプローン       | 牡5  | 1:35.2  | W.マーウィング | I.アラン     |
| 第3回  | 2003年4月27日 | 電子麒麟 (Electronic Unicorn) | エレクトロニックユニコーン   | 騸7  | 1:36.2  | R.フラッド     | J.サイズ     |
| 第4回  | 2004年5月1日  | 水星 (Figures)                | フィグレス                   | 騸5  | 1:34.2  | T.ムンドリー   | D.オートン   |
| 第5回  | 2005年5月14日 | 牛精福星 (Bullish Luck)       | ブリッシュラック             | 騸6  | 1:33.7  | G.モッセ       | A.クルーズ   |
| 第6回  | 2006年5月7日  | 牛精福星 (Bullish Luck)       | ブリッシュラック             | 騸7  | 1:33.7  | B.プレブル     | A.クルーズ   |
| 第7回  | 2007年4月29日 | 步步穩 (Able One)             | エイブルワン                 | 騸5  | 1:34.5  | M.キネーン     | J.ムーア     |
| 第8回  | 2008年4月27日 | 好爸爸 (Good Ba Ba)           | グッドババ                   | 騸6  | 1:33.5  | O.ドゥルーズ   | A.シュッツ   |
| 第9回  | 2009年4月26日 | 勝眼光 (Sight Winner)         | サイトウィナー               | 騸5  | 1:34.97 | B.プレブル     | J.サイズ     |
| 第10回 | 2010年4月25日 | 步步穩 (Able One)             | エイブルワン                 | 騸8  | 1:33.66 | D.ビードマン   | J.ムーア     |
| 第11回 | 2011年4月25日 | 軍事攻略 (Xtension)           | エクステンション             | 牡4  | 1:34.71 | D.ビードマン   | J.ムーア     |
| 第12回 | 2012年5月6日  | 軍事攻略 (Xtension)           | エクステンション             | 牡5  | 1:35.23 | J.マクドナルド | J.ムーア     |
| 第13回 | 2013年5月5日  | 花月春風 (Dan Excel)          | ダンエクセル                 | 騸5  | 1:33.42 | W.マーウィング | J.ムーア     |
| 第14回 | 2014年5月4日  | 繽紛會 (Variety Club)         | バラエティクラブ             | 牡6  | 1:34.11 | A.マーカス     | M.デ・コック |
| 第15回 | 2015年5月3日  | 步步友 (Able Friend)          | エイブルフレンド             | 騸5  | 1:35.39 | J.モレイラ     | J.ムーア     |
| 第16回 | 2016年5月1日  | 滿樂時 (Maurice)              | モーリス                     | 牡5  | 1:34.08 | J.モレイラ     | 堀宣行       |
| 第17回 | 2017年5月7日  | 詠彩繽紛 (Contentment)        | コンテントメント             | 騸6  | 1:35.23 | B.プレブル     | J.サイズ     |
| 第18回 | 2018年4月29日 | 美麗傳承 (Beauty Generation)  | ビューティージェネレーション | 騸5  | 1:34.31 | Z.パートン     | J.ムーア     |
| 第19回 | 2019年4月28日 | 美麗傳承 (Beauty Generation)  | ビューティージェネレーション | 騸6  | 1:33.63 | Z.パートン     | J.ムーア     |
| 第20回 | 2020年4月26日 | 川河尊駒 (Southern Legend)    | サザンレジェンド             | 騸7  | 1:33.13 | C.ホー         | C.ファウンズ |
| 第21回 | 2021年4月25日 | 金鎗六十 (Golden Sixty)       | ゴールデンシックスティ       | 騸5  | 1:33.45 | C.ホー         | K.ルイ       |
| 第22回 | 2022年4月24日 | 金鎗六十 (Golden Sixty)       | ゴールデンシックスティ       | 騸6  | 1:32.81 | C.ホー         | K.ルイ       |
| 第23回 | 2023年4月30日 | 金鎗六十 (Golden Sixty)       | ゴールデンシックスティ       | 騸7  | 1:33.34 | C.ホー         | K.ルイ       |
| 第24回 | 2024年4月28日 | 永遠美麗 (Beauty Eternal)     | ビューティーエターナル       | 騸5  | 1:34.52 | Z.パートン     | J.サイズ     |
| 第25回 | 2025年4月27日 | 紅運帝王 (Red Lion)           | レッドライオン               | 騸6  | 1:33.21 | H.ボウマン     | J.サイズ     |